# こじし座20番星
こじし座20番星（こじしざ20ばんせい、英語: 20 Leonis Minoris）とは、北半球の星座であるこじし座の方向にある連星系である。かすかではあるが肉眼で観測することが可能であり、見かけの等級は+5.4である。年周視差は66.996ミリ秒角で、太陽から48.7光年離れた位置に存在する。こじし座20番星の固有運動は比較的大きく、視線速度+56 km/sで太陽から遠ざかっている。約15万年前に太陽から9.86パーセク (32.2 ly) 以内の距離に接近したときが最も近かったタイミングである。
この系の主星は、G3 Va Hδ1というスペクトル分類のG型主系列星である。太陽より質量が12%大きく、半径は25%大きい。この恒星の年齢は約70億年で、自転周期は10.6日である。小さな伴星は、比較的高い金属量を持つ活動的な赤色矮星である。現在、2つの恒星は14.5秒角離れており、これは2つの恒星の間の距離が2016 auであることを意味している。
| 太陽 | こじし座20番星A |
| ---- | --------------- |
| 太陽 | Exoplanet       |

## 惑星系
こじし座20番星A（HD 86728）の周囲を公転している太陽系外惑星候補は、2020年に初めて検出され、2024年にNEID Earth Twin Survey（NETS）によって発見された最初の惑星として確認された。公転周期は31日で、最小質量が9.2 M⊕であるため、この惑星は温度の高い天王星型惑星である可能性が高いと考えられている。
| 名称 （恒星に近い順） | 質量                | 軌道長半径 （天文単位） | 公転周期 (日)          | 軌道離心率         | 軌道傾斜角 | 半径 |
| --------------------- | ------------------- | ----------------------- | ---------------------- | ------------------ | ---------- | ---- |
| b                     | ≥9.16+0.55 −0.56 M⊕ | 0.1916+0.00065 −0.00066 | 31.1503+0.0062 −0.0066 | 0.064+0.065 −0.044 | —          | —    |